# Agriotes propleuralis
Agriotes propleuralis là một loài bọ cánh cứng trong họ Elateridae. Loài này được Platia & Gudenzi miêu tả khoa học năm 1998.